# 小梁川遺跡
小梁川遺跡（こやながわいせき）は、宮城県刈田郡七ヶ宿町に所在する縄文時代早期から中期および平安時代（9世紀後葉）に属する遺跡である。七ヶ宿ダム建設に伴い、1981年（昭和56年）から1982年（昭和57年）にわたって発掘調査が行われた。調査面積は48,000平方メートルに及び、宮城県では、はじめての遺跡の全面発掘調査となった。

## 遺跡の立地
遺跡の標高約260-270メートル、阿武隈川の支流白石川と小梁川の合流点に形成された河岸段丘上に立地している。白石川に面する段丘崖の高さは約10メートルである。

## 遺跡の発見と登録
1970年（昭和45年）にダム計画が明らかにされ、1971年（昭和46年）にはダム建設のための予備調査が始まった。この地域の考古学的な調査としては、『宮城県史』編纂に関連して行われた佐藤庄吉の分布調査があるものの、ダム建設予定地内の遺跡は未発見となっていた。1976年（昭和51年）3月に七ヶ宿町公民館所蔵小梁川遺跡資料が『白石市史 別巻 考古資料篇』に紹介されたのが最初である。
1975年（昭和50年）12月には七ヶ宿ダム建設に伴う埋蔵文化財等の調査依頼があり、七ヶ宿町教育委員会・宮城県教育委員会によって1976年（昭和51年）5月16日から18日には水没計画地域全体の分布調査が実施され、同年10月刊行の『宮城県遺跡地名表』（宮城県文化財調査報告書第46集）に正式に登載された（小梁川遺跡No.04032）。

## 調査の概要
発見された縄文時代の遺構は大型建物跡2棟を含む竪穴建物跡35棟、フラスコ状をなす貯蔵穴197基（352号貯蔵穴からは底面から大量のトチノキ種実が出土、埋設土器遺構30基、墓壙8基、配石遺構2基、性格不明の土坑600基以上、遺物包含層2ヶ所がある。このほか、平安時代の竪穴建物跡6棟、掘立柱建物跡1棟ほかが検出された。

## 主な調査成果

### 縄文時代
小梁川遺跡の集落としての最盛期は中期前葉の大木7b式である。この時期の集落は東と西のふたつの支群に分かれる居住域とその間には墓域が営まれている。17基の土器埋設遺構（埋甕）は横位埋設15基・正位埋設2基からなり、このうち4基には石器が副葬されている。墓域のさらに中心部分には、浅鉢・鉢を遺体に被せたと見られる墓壙が確認され、求心的な構造を持つ集落と考えられる。集落の北側には害獣除けとみられる逆茂木を伴うTピット（落とし穴）列が新旧2群確認されている。中期後葉大木9式から後期初頭の集落が大梁川遺跡から発見されており、その後継集落と見られる。
遺物包含層および遺構出土土器から前期末葉の大木6式から中期中葉の大木8b式までが出土している。特に東側遺物包含層では大木6式から大木7b式への連続的な変遷が確かめられた。前期末葉から中期前葉には、東関東系や中部・北陸系土器などの異系統土器も含まれている。土偶は27点出土し、すべて破損品で完全な形のものはない。円盤状の頭部には写実的な顔面表現はなく、乳房や腹・臀部を誇張したいわゆる「出尻型土偶」で、直立する姿勢の立像形となっている。
石器石材のほとんどは近くの白石川水系域で調達され、加工されている。石鏃主体から石錐・石匙主体への変化と礫石器の中では磨石類が主体を占めているのが確認された。このほか装身具として玦状耳飾1点が出土している。

### 平安時代
出土遺物の検討から9世紀後葉の集落で、馬具や漆紙文書（…白□（河カ）…）、転用硯など律令支配を裏付ける遺物が出土している。墨書土器には「丈」「三」「山本」「慈」「下屋」「弥」等がある。小梁川を挟んで対岸の小梁川東遺跡には、9世紀前葉から中葉の集落が検出されており、その後継集落と見られる。

## 展示
七ヶ宿町「水と歴史の館」の常設展示に、出土土器の一部は展示されている。2016年（平成28年）6月28日から2017年（平成29年）2月26日には東北歴史博物館でテーマ展示を行っている。七ヶ宿町「水と歴史の館」では、2017年（平成29年）4月25日～6月25日に「七ヶ宿ダム湖に沈んだ小梁川・大梁川展」を開催している。

## 調査報告書
- 宮城県教育委員会 「小梁川遺跡」『宮城県文化財発掘調査略報（昭和56年度分）』宮城県文化財調査報告書第90集、1982年。
- 宮城県教育委員会「小梁川遺跡・古代編」『七ヶ宿ダム関連遺跡発掘調査報告書I』宮城県文化財調査報告書第107集、1985年。
- 宮城県教育委員会『小梁川遺跡遺物包含層土器編 七ヶ宿ダム関連遺跡発掘調査報告書II』宮城県文化財調査報告書第117集、1986年。
- 宮城県教育委員会『小梁川遺跡 七ヶ宿ダム関連遺跡発掘調査報告書III』宮城県文化財調査報告書第122集、1987年。
- 宮城県教育委員会『大梁川・小梁川遺跡 七ヶ宿ダム関連遺跡発掘調査報告書IV』宮城県文化財調査報告書第126集、1988年。